# Amphisphaeria ventosaria
Amphisphaeria ventosaria är en svampart som först beskrevs av Linds., och fick sitt nu gällande namn av Pier Andrea Saccardo 1882. Amphisphaeria ventosaria ingår i släktet Amphisphaeria och familjen Amphisphaeriaceae.   Inga underarter finns listade i Catalogue of Life.